# BSA 3½ HP-serie 500 cc
Het BSA 3½ HP-serie 500 cc waren de eerste motorfietsen die het Britse merk BSA produceerde. De productie liep van 1910 tot 1914.

## Voorgeschiedenis
De Birmingham Small Arms Company dankte haar naam aan de oorspronkelijke productie van wapens. Rond 1869 was men al fietsen gaan produceren en vanaf 1903 ook speciale frames waarin klanten zelf een inbouwmotor van merken als Minerva (België) of Fafnir (Duitsland) konden monteren. Britse motorblokken waren in die tijd nog vrijwel niet voorhanden. In 1909 volgde het eerste prototype van een BSA-auto. 

## Modellen A,B en C
In 1910 presenteerde men drie eigen motorfietsmodellen, de Modellen A, B en C. Allemaal hadden ze een 500cc-zijklepmotor en werden geadverteerd als "3½ HP-Model". Dit vermogen van 3½ pk kwam was niet het daadwerkelijke vermogen, maar kwam voort uit de berekening van het fiscaal vermogen volgens de rekentabel van de Auto-Cycle Union.

### Model A
Het Model A was een echt basismodel. Het werd geleverd zonder verlichting en ook zonder koppeling of versnellingen. De aandrijving geschiedde door middel van een riem rechtstreeks vanaf de krukas naar het achterwiel. Als er werd gestopt sloeg de motor dan ook af en bij het wegrijden moest de machine worden aangefietst. Het voorwiel was beremd door een velgrem, het achterwiel door een belt rim brake, een blok dat tegen de riempoelie werd gedrukt. De machine had zowel een voor- als een achterwielstandaard en een bagagedrager waaraan leren gereedschapstasjes hingen. Het Model A kostte 50 pond.

### Model B
Het Model B was identiek, maar had als koppeling een free engine hub, waardoor de berijder kon stoppen en wegrijden zonder dat de motor afsloeg. Het Model B kostte 56 pond.

### Model C
Het Model C was nog iets beter uitgerust. Naast de free engine hub had het ook een versnellingsnaaf met twee versnellingen. versnellingsbakken waren nog zeer zeldzaam, en voor rijwielfabrikanten als BSA was een versnellingsnaaf een logische keuze omdat fietsen die ook hadden. Het Model C werd ook wel aangeduid als "TT Model", maar in de TT van Man kwamen tot 1914 nauwelijks BSA's aan de start. Het Model C kostte 60 pond.

### Model D
Het Model D verscheen in 1912 was nog spaarzamer uitgerust dan het Model A. Het had zelfs geen aanfietsketting meer en moest dus steeds opnieuw worden aangelopen. Toch werd ook dit model als "TT Model" aangeduid: veel sportieve rijders vonden het lagere gewicht belangrijker dan versnellingen. Het Model D kostte 48 pond.

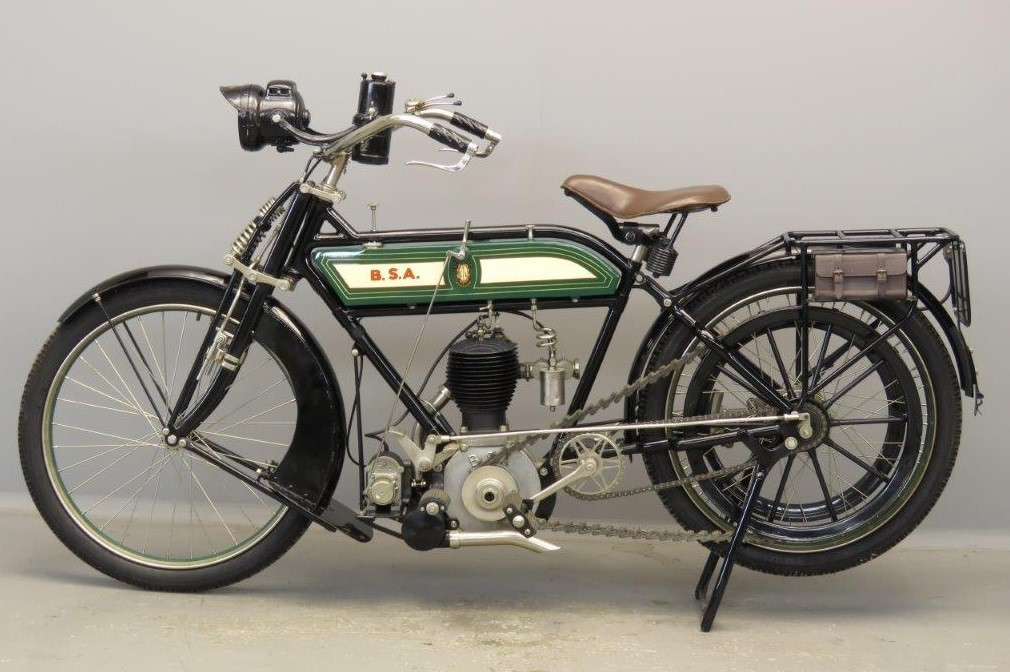
Model C uit 1913
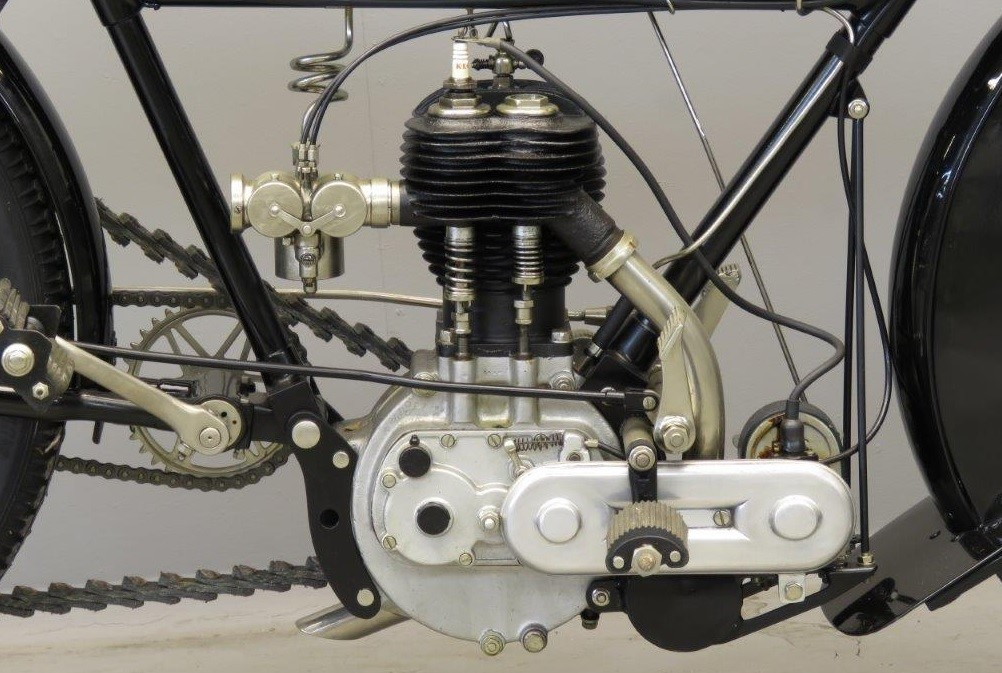
De rechterkant van het blok met het aandrijfkettingkastje voor de ontstekingsmagneet en drie pedalen: de trapper voor het aanfietsen, een rubberen voetsteun en het zilverkleurige koppelingspedaal.
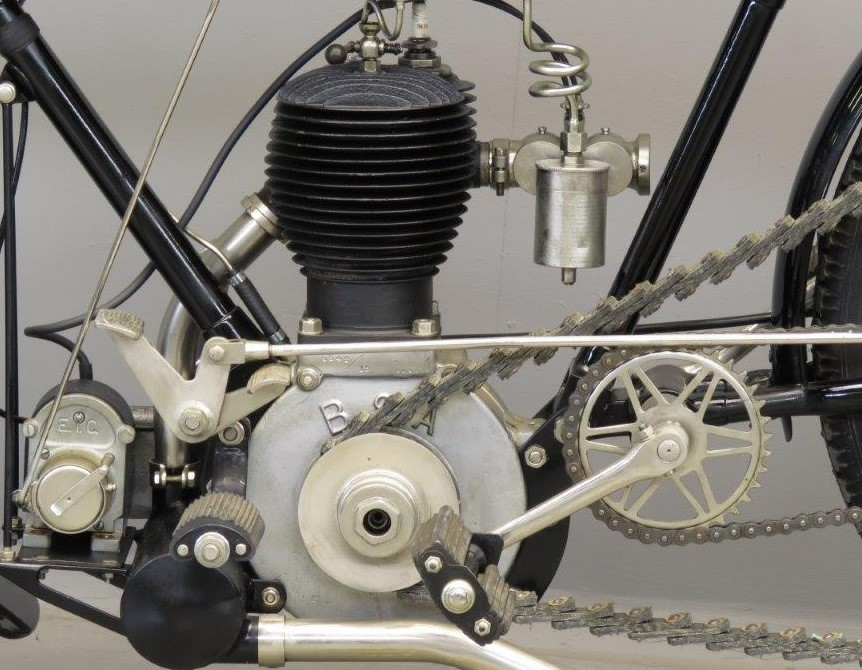
De linkerkant van het blok met de ontstekingsmagneet, aanfietstrapper en -ketting, voetsteun en pedaal voor de naafversnelling

## Technische gegevens
| BSA Model              | A                                   | B                                   | C                                   | D                                   |
| ---------------------- | ----------------------------------- | ----------------------------------- | ----------------------------------- | ----------------------------------- |
| Periode                | 1910-1913                           | 1910-1913                           | 1910-1913                           | 1912-1914                           |
| Categorie              | Toer                                | Toer                                | Sport                               | Sport                               |
| Motortype              | Zijklepmotor                        | Zijklepmotor                        | Zijklepmotor                        | Zijklepmotor                        |
| Bouwwijze              | Staande eencilinder                 | Staande eencilinder                 | Staande eencilinder                 | Staande eencilinder                 |
| Koeling                | Lucht                               | Lucht                               | Lucht                               | Lucht                               |
| Boring                 | 85 mm                               | 85 mm                               | 85 mm                               | 85 mm                               |
| Slag                   | 88 mm                               | 88 mm                               | 88 mm                               | 88 mm                               |
| Cilinderinhoud         | 499,4 cc                            | 499,4 cc                            | 499,4 cc                            | 499,4 cc                            |
| Smeersysteem           | Total loss                          | Total loss                          | Total loss                          | Total loss                          |
| Max. Vermogen          | 3½ pk                               | 3½ pk                               | 3½ pk                               | 3½ pk                               |
| Primaire aandrijving   | Geen                                | Geen                                | Geen                                | Geen                                |
| Koppeling              | Nee                                 | Free engine hub                     | Free engine hub                     | Nee                                 |
| Versnellingen          | Nee                                 | Nee                                 | 2 (naaf)                            | Nee                                 |
| Secundaire aandrijving | Riem                                | Riem                                | Riem                                | Riem                                |
| Rijwielgedeelte        | Open brugframe                      | Open brugframe                      | Open brugframe                      | Open brugframe                      |
| Voorvork               | Geveerde fietsvork                  | Geveerde fietsvork                  | Geveerde fietsvork                  | Geveerde fietsvork                  |
| Achtervork             | Star                                | Star                                | Star                                | Star                                |
| Remmen                 | Velgrem voor, belt rim brake achter | Velgrem voor, belt rim brake achter | Velgrem voor, belt rim brake achter | Velgrem voor, belt rim brake achter |